# Alhama de Granada (kommunhuvudort)
Alhama de Granada är en kommunhuvudort i Spanien.   Den ligger i provinsen Provincia de Granada och regionen Andalusien, i den södra delen av landet, 400 km söder om huvudstaden Madrid. Alhama de Granada ligger 879 meter över havet och antalet invånare är 6 080.
Terrängen runt Alhama de Granada är lite kuperad. Runt Alhama de Granada är det glesbefolkat, med 14 invånare per kvadratkilometer. Alhama de Granada är det största samhället i trakten. Trakten runt Alhama de Granada består till största delen av jordbruksmark.